# 한국 신화

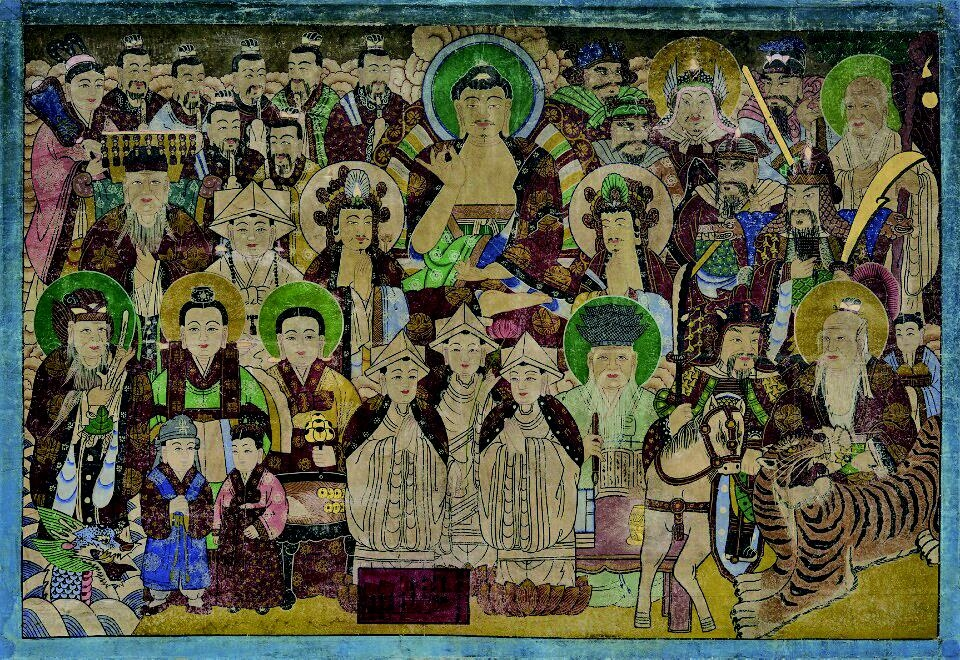
19세기 초에 그려진 32명의 무속 신들을 묘사한 그림. 원추형 모자를 쓴 흰색의 세 젊은 신(가운데 아래)은 한국에서 가장 널리 퍼진 신화인 제석본푸리에 등장하는 다산의 신 제석삼두신이다.

한국 신화(韓國神話)는 한국의 신화이다. 동아시아의 다른 신화들과 유사한 점이 많다. 특히 시베리아를 비롯한 만주의 샤머니즘, 즉 무(巫)의 전통이 있는 지역과 유사한 신화 체계를 보인다. 이후 한국 신화는 도교와 불교의 영향으로 무-불교-도교가 서로 절충되었다.
한국 신화는 크게 건국 신화와 무(巫) 신화로 나뉘는데, 한국의 건국 신화는 단군 신화 및 삼국 시대의 동명왕 개국 설화 및 비류 온조 신화와 같은 영웅 신화·천손 신화적 성격을 띤 북방계와 박혁거세 알영 신화, 석탈해, 김알지의 난생 신화 등의 남방계의 두 가지로 크게 나뉜다.
무(巫) 신화는 건국 신화와 달리 무당들 사이에서 전승되었으며, 민담과 불교의 요소와 섞여 있는 것이 보통이다. 건국 신화와 비교해 초자연적인 존재가 피동적인 역할이 아니라 능동적인 역할을 맡으며, 영웅 신화만이 아니라 다양한 신화적 모티프가 분포해 있다.
한국 신화가 다른 신화들에 비해 가장 두드러지게 보여주는 점은 바로 신화의 비체계성이다. 한국 샤머니즘은 이것을 가장 잘 나타낸다.

## 신화의 분류
한국 신화는 전승(傳承) 형태를 기준으로 분류하면 문헌신화(文獻神話)와 구전신화(口傳神話)로 나눌 수 있다. 문헌신화의 출처로는 《삼국유사》 《삼국사기》 《제왕운기》 《동국이상국집》 《고려사》 《세종실록지리지》 《규원사화》 등이 있다.
구전신화는 문헌에 기록되지 않고 구전으로 전승된 신화를 말하는데 민간신화와 무속신화(巫俗神話)가 있다.
구전신화는 오늘날 현지조사를 통하여 여러 학자들에 의해 채집되고 있다. 한국신화를 주제별로 분류하면 대체로 우주발생신화, 인간탄생신화, 문명기원신화 등으로 나눌 수 있다.
한국에는 건국신화(建國神話)밖에 없다고 판단하는 것은 문헌에 기록된 것만을 고려할 때 생기는 오류에 불과하다.
구전신화까지 포함하면 한국신화는 세계의 다른 신화와 마찬가지로 다양한 내용을 간직하고 있음을 알 수 있다.
우주발생 신화로는 제주 지방에서 굿할 때 부르는 <초감제>와 함남 지방의 <창세가> 등이 있다.
일반적으로 우주발생신화의 유형에는 ‘무(無)로부터의 창조(ex nihilo)’, ‘알[卵]에서의 탄생’, ‘천지개벽(天地開闢)’ 등이 있는데 한국의 경우에는 천지개벽형이 대부분이다.
인간탄생신화에는 <당곰애기신화> <남매혼신화> 등이 있다. 한국신화 가운데 가장 많은 것이 문명기원신화이다. 문명기원신화란 농경 ·치병(治病) ·건국 등과 같이 문화의 기원을 다루는 신화를 말한다.
대부분의 문헌신화를 비롯하여 제주 지방의 <세경본풀이>, 고창 지방의 <손님풀이> 등과 같은 무속신화가 여기에 속한다.
<세경본풀이>와 <손님풀이>는 각각 농경과 천연두에 관한 신화이다.
문헌신화는 건국을 주제로 한 내용이 대부분이다.
《삼국유사》는 문헌신화를 기록하고 있는 가장 오래된 자료로서 고조선 ·부여 ·고구려 ·신라 ·가야 등의 건국에 얽힌 이야기를 전하고 있다.
<단군신화> <해모수신화> <금와신화> <주몽신화> <혁거세신화> <석탈해신화> <김알지신화> <수로왕신화> 등이 그것이다. 또한 제주도 탐라국 건국에 관한 신화도 있다.
고을라(高乙那), 양을라(良乙那), 부을라(夫乙那) 세 사람이 땅에서 솟아 탐라국을 건설했다는 이 신화는 《탐라지》 《동국여지승람》 등에 실려 있다. 이러한 건국신화는 한국 민족의 세계관 및 신앙내용을 알 수 있는 중요한 자료이기도 하다.

## 문헌 신화

### 단군 신화
단군 신화는 《삼국유사》에 전하는 한민족의 신화 유산 중 대표적인 문헌 신화(文獻神話)이다. 한민족의 신화는 대체로 민족 이동기 이후에 형성된 듯하며, 천지 개벽 신화(天地開闢神話)는 적고 대개는 국조(國祖)나 건국 신화가 많다. 하느님인 환인(桓因)의 서자 환웅(桓雄)이 하늘의 뜻을 받들어 태백산(지금의 묘향산) 꼭대기 박달나무 밑에 신시(神市)를 열고 나라를 다스리는데 곰 한 마리와 범 한 마리가 환웅에게 인간이 되기를 빌었다. 그때 환웅이 쑥 한 줌과 마늘 스무 개를 주며 100일 동안 해를 보지 말고 기(忌)하라 하니, 곰은 기하여 여자가 되고, 범은 기하지 못해 인간이 되지 못했다. 다시 여자로 된 곰이 박달나무 밑에서 아이 낳기를 비는 고로 환웅이 거짓 혼인하여 아들을 낳게 하니 그 아들이 곧 단군왕검이었다.
세 가지의 천부인(天符印)을 가지고 지상으로 내려왔다는 환웅신화는 완전한 신화 체제를 가지고 있으며, 이 환웅과 한민족의 토템을 상징하는 곰이 사랑과 풍요를 상징하는 여자로 환생하고, 다시 단군을 낳았다는 단군 신화는 과학적으로 볼 때 부족명 또는 모성 사회를 상징하는 것이나 이들 민족의 신념으로 보면 홍익인간(弘益人間)의 정신과 민족의 창조성이 깃든 신화라 할 수 있다.

### 동명 신화
동명 신화는 부여를 건국한 동명왕을 배경의 신화이며, 고구려의 주몽 신화는 동명왕 신화를 모티브로 만들어졌다.

### 주몽 신화
주몽 신화는 천제(天帝)가 내려와 나라를 세웠다는 해모수(解慕漱) 신화이다. 해부루(解夫婁)의 상(相) 아란불(阿蘭弗)이 천제의 명을 받아 가엽원(迦葉原)으로 이동해 간 동부여(東扶餘) 천국 설화(遷國說話), 해부루의 아들 금와 신화(金蛙神話) 등도 각기 그렇겠지만, 고구려 부족 간에 전승된 것으로 소박한 민중성(民衆性)을 반영한 숭엄한 역사였다. 또한 그 역사는 이 부족이 쑹화강(송화강) 유역의 부여족 계열에서 분파되던 데서 비롯하여 압록강 중류의 훈강 유역으로 이동하며 특히 한의 제군(諸郡)을 무찔러 대고구려국을 건설하던 기나긴 역사를 주로 신화적 시조인 주몽의 위대한 일대기로 압축·반영한 신화이다.
고주몽 신화로 집약되는 이들 신화는 《삼국유사》나 《삼국사기》보다 《구삼국사》(舊三國史)에 자세히 기록되었고, 고려 시대 이규보(李奎報)의 《동명왕편》(東明王篇)에 이르러서는 일대 장편 서사시로 미화되고 있다. 또한 이 신화는 실제로 중국의 《후한서》에 수록되었고, 《위서》(魏書), 《주서》(周書), 《수서》, 《북사》(北史) 등에 이미 각각 기록되어 있다.

### 박혁거세 신화
신라의 박혁거세(朴赫居世)·석탈해(昔脫解)·김알지(金閼智) 등의 신화도 국조 신화(國祖神話)로 실재의 역사를 그대로 반영하고 있다.

### 알영 신화
시조 박혁거세는 고대 제의(祭儀)에서 모시던 신으로, ‘혁’(赫)은 곧 ‘불거내’(弗矩內)로 그대로 시조신이며, 수호신인 비실재적 광명의 신화적 표현이다.

### 석탈해 신화
석탈해 신화는 동해변을 바라다보는 토함산(吐含山) 산신으로, 용궁의 용왕계(龍王系)의 존재인 듯하며, 이 신화는 지리성을 반영하고 해양 신화를 이루고 있다.

### 김알지 신화
김(金)씨의 시조 김알지는 원시 농경 사회에서 농신격(農神格)의 곡령(穀靈)·곡동(穀童)의 신화적 표현이다. 그 제사 의식은 특히 박·석·김 삼성 중 김씨계가 왕권을 잡은 후 지금의 계림(鷄林)에서 내내 농경 국가의 농신·시조신·수호신으로 국가적 존숭을 받은 것으로 여겨진다.

### 수로왕 신화
신라와 같이 수로왕 신화도 역시 난생 신화(卵生神話)로 농경 사회의 최고신이며, 천신계(天神系)로 민중 간에 신앙이 된 듯하다.
삼국유사 가락국기를 보면, 먼저 수로왕이 구지봉(龜旨峰) 상에 내려온 6개의 알 중 하나에서 탄생하고, 다른 알에서 태어난 다섯 동자와 함께 육가야(六伽倻)의 시조가 되었다고 한다. 이는 6씨족 연맹체의 공동 시조의 제사 의식으로, 수로왕은 그 맹주(盟主)였다는 사회 현상을 반영한 것이다. 또 그는 아유타국(阿踰陀國) 공주와 혼인하게 되는데, 이 아유타국은 중인도(中印度)의 고대 왕국이다. 여기서 인도 동경(憧憬)의 농후한 불교 색채를 발견할 수 있는데, 이는 후세의 윤색이 아닐까 여겨진다. 수로왕 신화는 고대인의 제사 의식 자체를 뚜렷이 반영하고 있는데 고대 제요(祭謠)로서 〈구지가〉와 연결되는 것은 흥미 있는 일이다.

### 삼성 신화
삼성 신화는 제주도의 삼성혈에서 탄생한 세 명의 신인들이 나라를 세웠다는 내용으로, 탐라의 건국 신화이다. 고려사, 탐라지 등에 해당 내용이 기록되어 있다.

## 구전 신화

### 우주 발생 신화
우주 발생 신화는 제주 지방에서 굿할 때 부르는 <초감제>와 함남 지방의 <창세가> 등이 있다. 일반적으로 우주발생신화의 유형에는 ‘무(無)로부터의 창조(ex nihilo)’, ‘알[卵]에서의 탄생’, ‘천지개벽(天地開闢)’ 등이 있는데 한국의 경우에는 천지개벽형이 대부분이다.
인간 탄생 신화에는 <당곰 애기 신화> <남매혼 신화> 등이 있다.

### 그 밖의 신화
한국에는 그 밖에도 다음과 같은 신화와 설화가 있다.
- 마고 창세 설화
- 비류 온조 신화
- 제주 개벽 신화
- 바리데기 설화
- 고려 개국 신화
- 조선 개국 신화

## 같이 보기
- 중국 신화
- 일본 신화
- 몽골 신화